# Resolució 2113 del Consell de Seguretat de les Nacions Unides
La Resolució 2113 del Consell de Seguretat de les Nacions Unides fou adoptada per unanimitat el 30 de juliol de 2013. El Consell va ampliar el mandat de l'Operació Híbrida de la Unió Africana i les Nacions Unides al Darfur (UNAMID) fins al 31 d'agost de 2014.
El Consell va assenyalar l'augment de la violència intertribal a la regió i nous enfrontaments entre l'exèrcit i les milícies al Darfur, cosa que havia provocat més de dos milions de refugiats i més necessitat d'ajuda humanitària. Es va instar a les parts del conflicte del Darfur que signaren l'acord de Doha a que l'implementin i que arribin a un alto el foc.
El Consell també va condemnar enèrgicament els atacs contra la UNAMID de 13 de juliol de 2013 que provocaren set morts i 17 ferits entre els membres de la missió. Es va instar al Sudan a capturar als autors.